# Austria en los Juegos Olímpicos de México 1968
Austria estuvo representada en los Juegos Olímpicos de México 1968 por un total de 43 deportistas que compitieron en 12 deportes.  
El portador de la bandera en la ceremonia de apertura fue el esgrimista Roland Losert.

## Medallistas
El equipo olímpico austríaco obtuvo las siguientes medallas:
| Nombre                        | Deporte    | Competición |
| ----------------------------- | ---------- | ----------- |
| Oro                           |            |             |
| —                             |            |             |
| Plata                         |            |             |
| Liese Prokop                  | Atletismo  | Pentatlón F |
| Hubert Raudaschl              | Vela       | Finn M      |
| Bronce                        |            |             |
| Eva Janko                     | Atletismo  | Jabalina F  |
| Günther Pfaff Gerhard Seibold | Piragüismo | K2 1000 m M |